# Оссендовский, Фердинанд Антоний
Фердина́нд Анто́ний Оссендо́вский (пол. Ferdynand Antoni Ossendowski; псевдоним Анто́н Марты́нович Оссендо́вский, пол. Feranto, Mark Czertwan; 27 мая (8 июня) 1878, Люцин, Витебская губерния, Российская империя — 3 января 1945, Жулвин (ныне в гмине Брвинув, Прушковский повят, Мазовецкое воеводство), Генерал-губернаторство) — русский и польский путешественник, журналист, литератор и общественный деятель.

## Биография
Родился 27 мая (8 июня) 1878 года.
В 1895 году окончил 6-ю Санкт-Петербургскую гимназию. Затем учился в Санкт-Петербургском университете и в Сорбонне.
Работал лаборантом в Томском технологическом институте и инженером в Сибири и на Дальнем Востоке; выступал с художественными произведениями на русском языке.
Участвовал в революции 1905 года. До 1907 года отбывал тюремное заключение, затем отошёл от революционного движения.
В 1907 году за работу «Ископаемые угли и другие углеродистые соединения русского Дальнего Востока с точки зрения их химического состава» стал первым лауреатом премии имени Ф. Ф. Буссе.
«Officier d’Academie. Управляющий делами Постоянной совещательной конторы золото- и платинопромышленников. Член Комитета совета съездов представителей промышленности и торговли. Консультант Морского министерства по вопросам товароведения. Редактор технического журнала „Золото и Платина“ и газеты „Биржевые ведомости“. Член Литературного фонда, Союза драматических и музыкальных писателей, Физико-химического общества, Общества народных университетов».
Литературную деятельность начинал на русском языке, преимущественно в жанрах приключений и фантастики. Оссендовскому удалось предвосхитить некоторые распространённые ситуации научной фантастики: герой рассказа «Бриг „Ужас“» (1913) — «сумасшедший учёный», сделавший гениальное открытие, которое может и осчастливить, и погубить человечество, а в «завтрашней повести» «Грядущая борьба» (1914) автор первым в России запротестовал против превращения рабочих в придаток промышленного производства. В повести «Женщины восставшие и побеждённые» (1915) описана «женская революция» с целью спасения человечества, причём методы борьбы с «сильным полом» выбраны те же, что и в известной комедии Аристофана «Лисистрата», при этом подано всё без комедийной окраски.
В годы Первой мировой войны заведовал иностранным отделом в газете Б. А. Суворина «Вечернее время», много писал о подрывной деятельности германских фирм в России и даже составил вместе с Сувориным докладную записку под названием «Военно-политический элемент в германской торгово-промышленной программе и борьба с ним», в которой, однако, реальной и полезной информации оказалось не много.
В 1914—1916 годы, публикуясь под разными псевдонимами, развернул кампанию газетной клеветы, шантажа и вымогательства против крупнейшего на Дальнем Востоке торгового дома «Кунст и Альберс», представляя его в образе элемента широчайшей германской шпионской сети, простирающегося от Польши до Тихого океана. Как замечал американский дипломат и историк Д. Ф. Кеннан, «в истории журналистики едва ли можно найти другой пример такой ожесточенной и долгой личной вендетты». Оссендовский, под псевдонимом Марк Чертван, написал повесть «Мирные завоеватели», в которой прозрачно зашифровал реальные организации и людей. А затем появилась газетная заметка, скорее всего вымышленная самим Оссендовским, анонсирующая подготовку к съемкам кинофильма по повести. В то же время под псевдонимами он публиковал различные стати в газетах. Всё это вызвало разгром фирмы и аресты её работников, хотя проведенные обыски и не дали реальных доказательств шпионажа.

После Февральской революции Оссендовский, при участии коллеги по «Вечернему времени» Е. Семенова, сфабриковал ряд документов, призванных доказать связи большевистского руководства с германским правительством. Эти бумаги, проданные американскому посланнику Э. Сиссону, получили известность как «документы Сиссона», для которых использовал поддельные бланки никогда не существовавших учреждений. Руководитель «Кунст и Альберс» А. Альберс тоже стремился разоблачить Оссендовского и по возвращении в Германию, как установил В. Буря, обратился к директору Хабаровского краеведческого музея В. К. Арсеньеву, который в ответном письме от 21.05.1925 года писал: 
Ваше любезное письмо с разрешением воспользоваться материалами об Оссендовском, который шантажировал Вашу фирму в гор. Владивостоке в 1914—1916 гг. — мною получено. <…> В настоящее время Оссендовский находится в Германии и из германофоба превратился в германофила. Он на всех перекрестках ругает русских и курит фимиам по адресу германского народа. Цена этому фимиаму такая же, как его шантажу Вашей фирмы в прошлом. <…> Господина Оссендовского надо вывести на чистую воду.
Лишь в 1956 году с публикацией работы Д. Ф. Кеннана окончательно выяснилась роль Оссендовского в подделке «документов Сиссона» и клеветнической кампании против «Кунст и Альберс».
В годы гражданской войны Оссендовский был на государственной службе у Российского правительства адмирала А. В. Колчака, однако, вопреки расхожему мифу, никогда не был «министром финансов Колчака». В 1921 году выполнял поручения генерал-лейтенанта барона Унгерна.
В 1922 году вернулся в Польшу. Стал всемирно знаменит благодаря своей беллетризованной книге «Звери, люди и боги» о гражданской войне в Сибири и Монголии и мистических землях Агарти и Шамбале. (Англ. Beasts, Men and Gods — Нью-Йорк, 1922, авторизованный перевод; польск. Przez kraj ludzi, zwierząt i bogów — Варшава 1923, Познань 1927; рус. издания: Рига 1925, 1994, 2005).
Написал также на польском языке книгу о Ленине («Ленин — бог безбожных») и ряд романов из польской истории. Участвовал в Движении сопротивления в Польше; умер 3 января 1945 года, незадолго до освобождения Варшавы советскими войсками. Советской контрразведкой в доме Оссендовского, как известного «антисоветчика», был проведён обыск, а его тело вырыто из могилы для идентификации личности (возникло подозрение, что он мог скрыться).
В 1922 году женился на скрипачке и композиторе Софье Ивановской-Плошко, посвятившей ему свой романс «Сыплет снег» (пол. Śnieg prószy).